# William Orbit
 (mars 2014).
Si vous disposez d'ouvrages ou d'articles de référence ou si vous connaissez des sites web de qualité traitant du thème abordé ici, merci de compléter l'article en donnant les références utiles à sa vérifiabilité et en les liant à la section « Notes et références ».
William Orbit (parfois écrit William Ørbit), de son vrai nom William Mark Wainwright (né le 15 décembre 1956 à Shoreditch) est un producteur de musique et musicien anglais spécialisé dans la musique électronique.

## Carrière
William Orbit est principalement connu pour son travail sur l'album Pop Satori d'Étienne Daho en 1986 et sur l'album Ray of Light de Madonna, qui a reçu quatre Grammy Awards, mais il a également enregistré plusieurs albums solos en grande partie instrumentaux qui portent le nom de Strange Cargo. 
Le titre "Out Of The Ice" a été utilisé pour l'introduction du film "Youngblood" (1986).
Il a formé le groupe Torch Song avec Mayer, Grant Gilbert et Rico Conning dans les années 1980, puis fut le compositeur derrière Bassomatic au début des années 1990.
Il a également produit et remixé beaucoup de chansons pour Beth Orton, Seal, les groupes Blur, Erasure (titres « Supernature », en 1989, et « Star », en 1990), les All Saints ou Sugababes, ainsi que la chanson Mercy Street de Peter Gabriel.
Il a remixé Épaule Tattoo qui fait partie de l’album d'Étienne Daho Pop Satori et que l'on retrouve Dans la peau de Daho.
Il a repris l'Adagio pour cordes de Samuel Barber, version rendue fameuse grâce au remix trance de Ferry Corsten.
Il a travaillé avec le groupe U2 en 2002 pour les titres Electrical Storm et The Hands That Built America inclus dans la compilation The Best of 1990-2000 des Irlandais.
En 2010, William Orbit sort de sa « retraite » pour produire le 4e album studio de Katie Melua, The House, sorti en mai 2010.
En septembre 2010, des rumeurs annoncent qu'il travaillerait sur le 7e et nouvel album studio de Britney Spears, chose qu'il confirmera un mois plus tard via son Twitter personnel.[réf. nécessaire].
En décembre 2010, il annonce participer à l'album MDNA de Madonna, sorti en 2012[réf. nécessaire].
Il devrait également travailler sur le prochain album d'Adele.[réf. nécessaire]
Il a également produit le titre Alien (en) du huitième album studio de Britney Spears, Britney Jean, sorti en 2013.
Il sort un nouvel album en 2022 intitulé 'The Painter' dans lequel il fait appel à plusieurs musiciennes comme Beth Orton avec qui il avait déjà collaboré, Katie Melua, Georgia.

## Discographie

### Albums studio
- 1987 - Orbit
- 1987 - Strange Cargo
- 1990 - Strange Cargo II
- 1993 - Strange Cargo III
- 1995 - Strange Cargo Hinterland
- 2000 - Pieces in a Modern Style
- 2006 - Hello Waveforms
- 2009 - My Oracle Lives Uptown
- 2010 - Pieces in a Modern Style 2
- 2022 - The Painter

### Compilations
- 1996 - The Best of Strange Cargos
- 2010 - Odyssey